# Plan de estudio de código abierto
Un plan de estudios de código abierto (OSC) es un recurso didáctico en línea que puede ser utilizada libremente , distribuir y modificar . OSC se basa en la práctica de código abierto de la creación de productos o software que abre el acceso a los materiales básicos o códigos . Aplicada a la educación , este proceso invita a la retroalimentación y la participación de los desarrolladores , educadores , funcionarios públicos , estudiantes y padres y les da el poder para intercambiar ideas , mejorar las mejores prácticas y crear planes de estudio de clase mundial . Estas comunidades de "desarrollo" pueden formar ad hoc , dentro de la misma área o alrededor de una necesidad común entre los estudiantes , y permitir una variedad de estructuras de edición y de flujo de trabajo .
Un plan de estudio de código abierto nos puede permitir interactuar a escala global y crear modelos de conocimiento y de acción sostenible para beneficio de todos.
Mediante la utilización pertinente de los diferentes recursos disponibles creados en la red para ser usados y compartidos entre todos, podemos conseguir poner en valor de una manera amena e interactiva (enlace roto disponible en Internet Archive; véase el historial, la primera versión y la última). nuestro entorno natural, los diversos espacios socioculturales, naturales, económicos..., podemos intercambiar conocimiento sobre los mismos, contando historias amenas, podemos hacer uso del juego interactivo para este fin, podemos sacar partido a esas historias como fuente de inspiración para la creación de nuevas ideas, de nuevos planteamientos, de nuevos planes de acción, de nuevos diseños interactivos en la Red a escala global.
A escala global podemos conseguir poner en valor nuestra identidad cultural e intercultural y la diversidad natural y multiculturalidad de nuestros entornos y espacios vitales para beneficio de todos. 

## Ejemplos
repositorios OSC como Wikilibros , Curriki - Aprendizaje global y Comunidad Educación , MIT OpenCourseWare y Connexions son una forma en que se está explorando el concepto de currículo de código abierto . Con estos repositorios en línea , un marco curricular para un curso en particular es creado por un diseñador de instrucción o el autor en conjunto con expertos en el tema . Los objetivos de aprendizaje están claramente identificados , y las actividades de aprendizaje y secuencias de instrucción y las evaluaciones se desarrollan y se ofrecieron a apoyar el logro de los objetivos . Sin embargo , todos los usuarios ( desde estudiantes a educadores) están facultadas para añadir , eliminar y modificar las actividades de aprendizaje , los recursos y en general contribuir al ambiente de aprendizaje . En resumen , cada usuario contribuye al repositorio y es capaz de seleccionar los planes de estudio sobre la base de los intereses individuales.
El proyecto curricular de contenido abierto se inició con el software MediaWiki en 2005 , y ofrece una K -12 plan de estudios basado en estándares que se edita en colaboración, contiene profesor- y recursos creados por los estudiantes , las rúbricas de evaluación , planes de lecciones y recursos de instrucción . Todas las 10.500 páginas de contenido , y 4.240 cargas de archivos son con licencia Creative Commons , y el sistema es utilizado diariamente por el distrito escolar estrecho de Bering , un distrito escolar de Alaska . El proyecto da la bienvenida a su uso y contribución activa de los profesores externos, estudiantes y otras partes interesadas . Actualmente hay 2.500 usuarios registrados en la base de datos.
La academia de tecnología gratuita es una iniciativa conjunta del Instituto de Conocimiento Libre y varias universidades europeas para proporcionar educación a nivel de maestría en el software libre y los estándares abiertos y temas relacionados. Todos los libros de texto del TLC se publican abiertamente bajo licencias copyleft . Por otra parte , los socios del TLC , junto con varias otras instituciones han iniciado un equipo de trabajo para el diseño colaborativo de un Programa Maestro Internacional en Software Libre.
La Fundación Saylor es una organización sin ánimo de lucro que produce nuevos contenidos educativos de código abierto y curador de recursos abiertos existentes para apoyar cursos de nivel universitario . Sus esquemas de cursos están licenciados bajo una licencia CC -BY , por lo que esos contornos planes de estudio de código abierto . Saylor ha creado cerca de 241 cursos de la universidad utilizando los recursos educativos abiertos , por lo que Saylor.org una de las colecciones más grandes actualmente disponibles de cursos gratuitos en la web.

## Recursos
- OpenCurriculum
- Futureofthebook.org
- eSchool Noticioso En línea
- OpenContent Proyecto de currículum
- Software de fuente abierta en educación
- Texto global
- EduCommons
- Creativo Commons
- Academia de Tecnología libre
- Peeragogy Manual V1.0 Proyecto
- Ciencia de Instituto libre Textbook proyecto
- Innovación de Reino Unido/Jorum (Abierto en Reino Unido único)
- EISTI-ESSEC - Una UE basó abierta courseware proyecto de repositorio con Vivendi implicación - Jean-Hugues Lauret
- Proyecto Gutenberg
- El Archivo de Internet
- LAMS Comunidad
- LAMS
- Wikiteach Archivado el 19 de septiembre de 2016 en Wayback Machine.
- Currículum común - Deja organizaciones para crear currículum y conectar a los profesores que lo utilizan.
- Consorcio de Educación abierta
- Abrir prácticas educativas